# Eutolmus znoikoi
Eutolmus znoikoi är en tvåvingeart som beskrevs av Richter 1963. Eutolmus znoikoi ingår i släktet Eutolmus och familjen rovflugor. Inga underarter finns listade i Catalogue of Life.